# Clásica Aldeias do Xisto
La Clásica Aldeias do Xisto (llamado oficialmente: Classica Aldeias do Xisto-Cyclin'Portugal), es una carrera profesional de ciclismo en ruta como clásica ciclista que se realiza en Portugal, fue creada en 2017 y recibió la categoría 1.2 dentro de los Circuitos Continentales UCI formando parte del UCI Europe Tour.

## Palmarés
| Año  | Ganador                  | Segundo           | Tercero              |
| ---- | ------------------------ | ----------------- | -------------------- |
| 2017 | Vicente García de Mateos | Rinaldo Nocentini | Andreas Vangstad     |
| 2018 | Daniel Mestre            | Joni Brandão      | No declarado         |
| 2019 | Joni Brandão             | Luís Mendonça     | Henrique Casimiro    |
| 2020 | No hubo carrera          | No hubo carrera   | No hubo carrera      |
| 2021 | Joni Brandão             | Tiago Antunes     | Frederico Figueiredo |
| 2022 | Frederico Figueiredo     | José Neves        | Henrique Casimiro    |
| 2023 | Frederico Figueiredo     | Luís Gomes        | Artem Nych           |
| 2024 | Mauricio Moreira         | Emanuel Duarte    | Frederico Figueiredo |
| 2025 | Alexis Guérin            | Nicolás Tivani    | Emanuel Duarte       |

## Palmarés por países
| País     | Victorias |
| -------- | --------- |
| Portugal | 5         |
| España   | 1         |
| Uruguay  | 1         |
| Francia  | 1         |